# Bredsjön (Anundsjö socken, Ångermanland, 707588-161469)
Bredsjön är en sjö i Örnsköldsviks kommun i Ångermanland och ingår i Gideälvens huvudavrinningsområde. Sjön har en area på 0,79 kvadratkilometer och ligger 349,3 meter över havet. Bredsjön ligger i Hemlingsån Natura 2000-område. Vid provfiske har abborre, gädda, lake och mört fångats i sjön.

## Delavrinningsområde
Bredsjön ingår i det delavrinningsområde (707683-161463) som SMHI kallar för Utloppet av Bredsjön. Medelhöjden är 393 meter över havet och ytan är 8,17 kvadratkilometer. Det finns inga avrinningsområden uppströms utan avrinningsområdet är högsta punkten. Vattendraget som avvattnar avrinningsområdet har biflödesordning 3, vilket innebär att vattnet flödar genom totalt 3 vattendrag innan det når havet efter 89 kilometer. Avrinningsområdet består mestadels av skog (78 procent). Avrinningsområdet har 0,88 kvadratkilometer vattenytor vilket ger det en sjöprocent på 10,7 procent.